# Lease Corporation International
Lease Corporation International est une entreprise basée à Dublin, en Irlande, et qui propose un large éventail de solutions de location d'avions à diverses compagnies aériennes. LCI est une filiale du Libra Group (en), dirigé par George Logothetis (en).  
Lease Corporation International a été fondée en 2004. La filiale loue des avions à voilure fixe aux compagnies aériennes en Europe et en Asie, notamment Singapore Airlines, British Airways, Virgin Atlantic, Oman Air et Hong Kong Express Airways. Après avoir vendu sa flotte d'avions en 2007, LCI a acheté de nouveaux avions en 2009. En 2012, LCI s'est lancé dans la location d'hélicoptères. Les hélicoptères loués par LCI sont utilisés dans les opérations pétrolières offshore, ainsi que pour les missions de recherche et de sauvetage et les services médicaux d'urgence. Les bureaux de LCI sont situés en Irlande, au Royaume-Uni et à Singapour.

## Flotte
En 2018, la flotte de Lease Corporation International se compose des avions suivants :

### Hélicoptères
- Airbus H175
- Airbus H130
- Leonardo AW139
- Leonardo AW169
- Leonardo AW189
- Sikorsky S-76C

### Avions
- Boeing 747-400F
- Bombardier CS100
- Bombardier CS300